# كاني شيلمة (ننور)
کاني شیلمة (بالفارسية: کانی شیلمه) هي قرية تقع في إيران في قسم ننور الريفي.